# Lista över medaljörer i maratonvärldsmästerskapen i kanotsport
Detta är en lista över samtliga medaljörer i maratonvärldsmästerskapen i kanotsport.

## Medaljörer
Nedanstående listor är resultat från VM i kanotmaraton.

### Herrarnas K-1
| År   | Guld                   | Silver                  | Brons                    |
| 1988 | John Jacoby (AUS)      | Stefan Gustafsson (SWE) | Erik Onnekes (NED)       |
| 1990 | Kálmán Petrovics (HUN) | Stefan Gustafsson (SWE) | Claus Rorh (DEN)         |
| 1992 | Ivan Lawler (GBR)      | Stefan Gustafsson (SWE) | Rui Cancio (POR)         |
| 1994 | Lars Koch (DEN)        | Tim Krantz (SWE)        | Robert Herreveld (USA)   |
| 1996 | Chadleigh Meek (AUS)   | Garry Mawer (IRL)       | Rui Cancio (POR)         |
| 1998 | Ivan Lawler (GBR)      | Thor Nielsen (DEN)      | Torgeir Toppe (NOR)      |
| 1999 | Ivan Lawler (GBR)      | Istvan Salga (HUN)      | Edwin de Nijs (NED)      |
| 2000 | Manuel Busto (ESP)     | Istvan Salga (HUN)      | Michael Leverett (AUS)   |
| 2001 | Manuel Busto (ESP)     | Michael Leverett (AUS)  | Attila Jambor (HUN)      |
| 2002 | Manuel Busto (ESP)     | Torsten Tranum (DEN)    | Attila Jambor (HUN)      |
| 2003 | Hank McGregor (RSA)    | Attila Jámbor (HUN)     | Anthony Stot (RSA)       |
| 2005 | Manuel Busto (ESP)     | Emilio Merchan (ESP)    | Ben Fouhy (NZL)          |
| 2006 | Shaun Rubenstein (RSA) | Manuel Busto (ESP)      | Emilio Merchán (ESP)     |
| 2007 | Emilio Merchán (ESP)   | Manuel Busto (ESP)      | Attila Jámbor (HUN)      |
| 2008 | Emilio Merchán (ESP)   | Tomás Jezek (CZE)       | Antony Stott (RSA)       |
| 2009 | Manuel Busto (ESP)     | Benjamin Brown (GBR)    | José Ramalho (POR)       |
| 2010 | Benjamin Brown (GBR)   | Manuel Busto (ESP)      | Leonard Jenkins (RSA)    |
| 2011 | Hank McGregor (RSA)    | Petr Jámbor (CZE)       | Mate Petrovics (HUN)     |
| 2012 | Iván Alonso (ESP)      | José Ramalho (POR)      | Fernando Pimenta (POR)   |
| 2013 | Hank McGregor (RSA)    | Iván Alonso (ESP)       | Cyrille Carré (FRA)      |
| 2014 | Hank McGregor (RSA)    | Iván Alonso (ESP)       | José Ramalho (POR)       |
| 2015 | Hank McGregor (RSA)    | Adrián Boros (HUN)      | Iván Alonso (ESP)        |
| 2016 | Hank McGregor (RSA)    | Andrew Birkett (RSA)    | José Ramalho (POR)       |
| 2017 | Hank McGregor (RSA)    | Andrew Birkett (RSA)    | Adrián Boros (HUN)       |
| 2018 | Andrew Birkett (RSA)   | Adrián Boros (HUN)      | Jasper Mocke (RSA)       |
| 2019 | Mads Pedersen (DEN)    | José Ramalho (POR)      | Franco Balboa (ARG)      |
| 2021 | Mads Pedersen (DEN)    | Iván Alonso (ESP)       | Stephane Boulanger (FRA) |
| 2022 | Andrew Birkett (RSA)   | José Ramalho (POR)      | Mads Pedersen (DEN)      |
| 2023 | Mads Pedersen (DEN)    | Andrew Birkett (RSA)    | Eivind Vold (NOR)        |
| 2024 | Mads Pedersen (DEN)    | José Ramalho (POR)      | Adrián Martín (ESP)      |

### Herrarnas K-1 kortbana
| År   | Guld                   | Silver                | Brons               |
| 2019 | Cyrille Carré (FRA)    | Jérémy Candy (FRA)    | Franco Balboa (ARG) |
| 2021 | José Ramalho (POR)     | Mads Pedersen (DEN)   | Iván Alonso (ESP)   |
| 2022 | Fernando Pimenta (POR) | Mads Pedersen (DEN)   | Iván Alonso (ESP)   |
| 2023 | Fernando Pimenta (POR) | Mads Pedersen (DEN)   | Eivind Vold (NOR)   |
| 2024 | Mads Pedersen (DEN)    | Hamish Lovemore (RSA) | Iván Alonso (ESP)   |

### Herrarnas K-2
| År   | Guld                                            | Silver                                          | Brons                                               |
| 1988 | Thor Nielsen & Lars Koch (DEN)                  | Ivan Lawler & Graham Burns (GBR)                | Robert Edgar & Chris Barnett (AUS)                  |
| 1990 | Thor Nielsen & Lars Koch (DEN)                  | Ivan Lawler & Graham Burns (GBR)                | Jens Stegemann & Olaf Scheu (FRG)                   |
| 1992 | Ramon Andersson & Steven Wood (AUS)             | Bruno Jannis & Werner Jannis (BEL)              | Magnus Sköldbeck & Tommy Karls (SWE)                |
| 1994 | Steven Harris & Ivan Lawler (GBR)               | Csaba Laszlo & Laszlo Toth (HUN)                | Thomas Christiansen & Karsten Solgard (DEN)         |
| 1996 | Steven Harris & Ivan Lawler (GBR)               | Magnus Sköldbeck & Tom Krantz (SWE)             | Jesus Villaverda & Roberto Villaverda (POR)         |
| 1998 | Viktor Szakaly & Attila Jambor (HUN)            | Tim Brabants (GBR) & Conor Holmes (IRL)         | Karsten Solgard & Thor Nielsen (DEN)                |
| 1999 | Viktor Szakaly & Attila Jambor (HUN)            | Santiago Guerrero & Jorge Alonso Gonzalez (ESP) | Thomas Christiansen & Karsten Solgard (DEN)         |
| 2000 | Santiago Guerrero & Jorge Alonso Gonzalez (ESP) | Julio Martinez & Rafael Quevedo (ESP)           | Marcio Pinto & Miguel Gomes (POR)                   |
| 2001 | Eirik Larsen & Nils Olav Fjeldheim (NOR)        | Martin Kolanda & Branislav Sramek (CZE)         | Santiago Guerrero & Jorge Alonso (ESP)              |
| 2002 | Eirik Larsen & Nils Olav Fjeldheim (NOR)        | Edwin DE Nijsm & Dolph Te Linde (NED)           | Manuel Busto Fernandez & Julio Martinez Gomez (ESP) |
| 2003 | Atiila Jamor & Istvan Salga (HUN)               | Manuel Busto & Javier Hernanz (ESP)             | Santiago Guerrero & Jorge Alonso Gonzalez (ESP)     |
| 2005 | Oier Arzpurua & Manuel Busto (ESP)              | Viktor Szakaly & Kristian Szigeti (HUN)         | Santiago Guerrero & Jorge Alonso Gonzalez (ESP)     |
| 2006 | Oier Arzpurua & Manuel Busto (ESP)              | Shaun Rubenstein & Shaun Biggs (RSA)            | Tamás Homoki & Attila Jámbor (HUN)                  |
| 2007 | Oier Arzpurua & Manuel Busto (ESP)              | Jorge Alonso Gonzalez & Santiago Guerrero (ESP) | Balázs Börcsök & István Salga (HUN)                 |
| 2008 | Antony Stott & Cameron Schoeman (RSA)           | Jorge Alonso Gonzalez & Santiago Guerrero (ESP) | Attila Jámbor & Mate Petrovics (HUN)                |
| 2009 | Emilio Merchán & Álvaro Fernández (ESP)         | Shaun Rubenstein & Ant Stott (RSA)              | Jakub Adam & Petr Jámbor (CZE)                      |
| 2010 | Walter Bouzan & Álvaro Fernández (ESP)          | Jorge Alonso Gonzalez & Albert Corominas (ESP)  | Jakub Adam & Michael Odvarko (CZE)                  |
| 2011 | Walter Bouzan & Álvaro Fernández (ESP)          | Romain Marcaud & Edwin Lucas (FRA)              | Jakub Adam & Michael Odvarko (CZE)                  |
| 2012 | Emilio Merchán & Iván Alonso (ESP)              | Walter Bouzan & Álvaro Fernández (ESP)          | Simon van Gysen & Jasper Mocke (RSA)                |
| 2013 | Emilio Merchán & Iván Alonso (ESP)              | Walter Bouzan & Álvaro Fernández (ESP)          | Balint Noe & Milan Noe (HUN)                        |
| 2014 | Hank McGregor & Jasper Mocke (RSA)              | Walter Bouzan & Álvaro Fernández (ESP)          | Emilio Merchán & Iván Alonso (ESP)                  |
| 2015 | Adrian Boros & László Solti (HUN)               | Hank McGregor & Jasper Mocke (RSA)              | Walter Bouzan & Álvaro Fernández (ESP)              |
| 2016 | Hank McGregor & Jasper Mocke (RSA)              | Adrián Boros & László Solti (HUN)               | Andrew Birkett & Louis Hattingh (RSA)               |
| 2017 | Hank McGregor & Jasper Mocke (RSA)              | Adrián Boros & László Solti (HUN)               | Andrew Birkett & Jean van der Westhuizen (RSA)      |
| 2018 | Hank McGregor & Andrew Birkett (RSA)            | Adrián Boros & László Solti (HUN)               | Miguel Llorens & Luis Amado Pérez (ESP)             |
| 2019 | Quentin Urban & Jérémy Candy (FRA)              | Adrián Boros & Krisztián Máthé (HUN)            | Franco Balboa & Dardo Balboa (ARG)                  |
| 2021 | Quentin Urban & Jérémy Candy (FRA)              | Adrián Boros & Tamás Erdélyi (HUN)              | Cyrille Carré & Stephane Boulanger (FRA)            |
| 2022 | José Ramalho & Fernando Pimenta (POR)           | Miguel Llorens & Alberto Plaza (ESP)            | Eivind Vold & Amund Vold (NOR)                      |
| 2023 | José Ramalho & Fernando Pimenta (POR)           | Quentin Urban & Jérémy Candy (FRA)              | Eivind Vold & Amund Vold (NOR)                      |
| 2024 | José Ramalho & Fernando Pimenta (POR)           | Quentin Urban & Jérémy Candy (FRA)              | Adrián Boros & Tamás Erdélyi (HUN)                  |

### Herrarnas C-1
| År   | Guld                        | Silver                      | Brons                       |
| 1988 | Pal Petevari (HUN)          | Gabor Kolozsvari (HUN)      | Stig Jeppesen (DEN)         |
| 1990 | Stig Jepsen (DEN)           | Pal Petevari (HUN)          | Jiří Vrdlovec (CZE)         |
| 1992 | Gabor Kolozsvari (HUN)      | Pal Petevari (HUN)          | Pavel Bednář (CZE)          |
| 1994 | Arne Nielsen (DEN)          | Gabor Kolozsvari (HUN)      | Karsten Scales (DEN)        |
| 1996 | Arne Nielsen (DEN)          | Karsten Scales (DEN)        | Pal Petevari (HUN)          |
| 1998 | Pal Petevari (HUN)          | Gabor Kolozsvari (HUN)      | Jose Sousa (POR)            |
| 1999 | Pal Petevari (HUN)          | Pavel Bednář (CZE)          | Gabor Kolozsvari (HUN)      |
| 2000 | Karsten Scales (DEN)        | Pavel Bednář (CZE)          | Pal Petevari (HUN)          |
| 2001 | Pavel Bednář (CZE)          | Pal Petevari (HUN)          | Pedro Areal Abreu (ESP)     |
| 2002 | Pavel Bednář (CZE)          | Lionel Dubois Dunlac (FRA)  | Pedro Areal Abreu (ESP)     |
| 2003 | Bertrand Hémonic (FRA)      | Pavel Bednář (CZE)          | Lionel Dubois-Dunilac (FRA) |
| 2005 | Edvin Csabal (HUN)          | José Alfredo Bea (ESP)      | Attila Györe (HUN)          |
| 2006 | Edvin Csabai (HUN)          | José Alfredo Bea (ESP)      | Bertrand Hémonic (FRA)      |
| 2007 | Edvin Csabai (HUN)          | José Alfredo Bea (ESP)      | Manuel Antonio Campos (ESP) |
| 2008 | Edvin Csabai (HUN)          | Nikica Ljubek (CRO)         | Zsolt Gilányi (HUN)         |
| 2009 | Edvin Csabai (HUN)          | Manuel Antonio Campos (ESP) | Franz Michael (GER)         |
| 2010 | Nuno Barros (POR)           | Manuel Antonio Campos (ESP) | Matthias Ebhardt (GER)      |
| 2011 | Matthias Ebhardt (GER)      | Manuel Antonio Campos (ESP) | David Manuel Mosquera (ESP) |
| 2012 | Manuel Antonio Campos (ESP) | Peter Nagy (HUN)            | Matthias Ebhardt (GER)      |
| 2013 | Márton Kövér (HUN)          | Manuel Antonio Campos (ESP) | Tamás Kiss (HUN)            |
| 2014 | Manuel Antonio Campos (ESP) | Márton Kövér (HUN)          | Nuno Barros (POR)           |
| 2015 | Márton Kövér (HUN)          | Manuel Antonio Campos (ESP) | Nuno Barros (POR)           |
| 2016 | Márton Kövér (HUN)          | Manuel Antonio Campos (ESP) | Nuno Barros (POR)           |
| 2017 | Márton Kövér (HUN)          | Manuel Garrido (ESP)        | Manuel Antonio Campos (ESP) |
| 2018 | Manuel Campos (ESP)         | Manuel Garrido (ESP)        | Ádám Dóczé (HUN)            |
| 2019 | Manuel Campos (ESP)         | Jakub Březina (CZE)         | Kirill Sjamsjurin (RUS)     |
| 2021 | Balázs Adolf (HUN)          | Márton Kövér (HUN)          | Denys Davydov (UKR)         |
| 2022 | Manuel Garrido (ESP)        | Márton Kövér (HUN)          | Manuel Campos (ESP)         |
| 2023 | Manuel Campos (ESP)         | Márton Kövér (HUN)          | Manuel Garrido (ESP)        |
| 2024 | Mateusz Borgiel (POL)       | Manuel Campos (ESP)         | Rui Lacerda (POR)           |

### Herrarnas C-1 kortbana
| År   | Guld                | Silver                | Brons                       |
| 2019 | Diego Romero (ESP)  | Manuel Campos (ESP)   | Jakub Březina (CZE)         |
| 2021 | Balázs Adolf (HUN)  | Mateusz Borgiel (POL) | Jakub Březina (CZE)         |
| 2022 | Diego Romero (ESP)  | Jaime Duro (ESP)      | Mateusz Kamiński (POL)      |
| 2023 | Manuel Campos (ESP) | Mateusz Zuchora (POL) | Mateusz Borgiel (POL)       |
| 2024 | Ignacio Calvo (ESP) | Mateusz Borgiel (POL) | Thomas Dubois Dunilac (FRA) |

### Herrarnas C-2
| År   | Guld                                        | Silver                                            | Brons                                                     |
| 1988 | Stephen Train & Andrew Train (GBR)          | Arne Nielsen & Christian Frederiksen (DEN)        | Andrezej Kaminski & K Glowacki (POL)                      |
| 1990 | Arne Nielsen & Christian Frederiksen (DEN)  | Gabor Gyursanszky & Zsolt Nadacdi (HUN)           | Viktor Dobrovorski & Andrei Balabanov (URS)               |
| 1992 | Arne Nielsen & Christian Frederiksen (DEN)  | Zsolt Bohács & István Gyulay (HUN)                | Petr Fuksa & Zbynec Adamec (CZE)                          |
| 1994 | Zsolt Bohács & István Gyulay (HUN)          | Stephen Train & Andrew Train (GBR)                | Pedro Areal Abreu & Bienvenido Perez (ESP)                |
| 1996 | Stephen Train & Andrew Train (GBR)          | Zsolt Bohács & István Gyulay (HUN)                | Pedro Areal Abreu & Bienvenido Perez (ESP)                |
| 1998 | Stephen Train & Andrew Train (GBR)          | Edvin Csabai & Attila Györe (HUN)                 | Bela Jakus & Gabor Bolgovics (HUN)                        |
| 1999 | Attila Györe & Edwin Csabai (HUN)           | Bela Jakus & Csaba Bittera (HUN)                  | Marcin Grzybowski & Konrad Pyplacz (POL)                  |
| 2000 | Attila Györe & Edwin Csabai (HUN)           | Richard Dalton & Michael Scarola (CAN)            | Vladimir Clauss & Petr Kubíček (GER)                      |
| 2001 | Attila Györe & Edvin Csabai (HUN)           | Istvan Koncz & Aron Gajarszki (HUN)               | Lionel Dubois Dunlac & Pascal Syloz (FRA)                 |
| 2002 | Attila Györe & Edvin Csabai (HUN)           | Viktor Jiráský & Jan Macháč (CZE)                 | Zsolt Gilanyi & Gabor Kolozsvari (HUN)                    |
| 2003 | Attila Györe & Edvin Csabai (HUN)           | José Alfredo Bea & David Mascató (ESP)            | Jan Macháč & Viktor Jiráský (CZE)                         |
| 2005 | Attila Györe & Edvin Csabai (HUN)           | Gábor Furdok & Csaba Hüttner (HUN)                | Ramon Ferro & Oscar Grana (ESP)                           |
| 2006 | Attila Györe & Edvin Csabai (HUN)           | Ramon Ferro & Oscar Grana (ESP)                   | Nuno Barros & Jose Sousa (POR)                            |
| 2007 | Attila Györe & Edvin Csabai (HUN)           | Ramon Ferro & Oscar Grana (ESP)                   | Filip Dvořák & Petr Koudelka (CZE)                        |
| 2008 | Attila Györe & Edvin Csabai (HUN)           | Ramon Ferro & Oscar Grana (ESP)                   | Angel Ribadomar & David Mascató (ESP)                     |
| 2009 | Peter Nagy & Edvin Csabai (HUN)             | Angel Ribadomar & David Mascato (ESP)             | Stéphane Hascoet & Mathieu Beugnet (FRA)                  |
| 2010 | Óscar Graña Blanco & Ramón Ferro Dios (ESP) | Diego Romero Fraga & Angel Ribadomar (ESP)        | Attila Györe & Márton Kövér (HUN)                         |
| 2011 | Attila Györe & Márton Kövér (HUN)           | Eduard Shemetylo & Oleg Shpak (UKR)               | Mateusz Kaminski & Bartosz Plawski (POL)                  |
| 2012 | Óscar Graña Blanco & Ramón Ferro Dios (ESP) | Attila Györe & Márton Kövér (HUN)                 | Manuel Antonio Campos & Manuel Jose Sanchez (ESP)         |
| 2013 | Óscar Graña Blanco & Ramón Ferro Dios (ESP) | Manuel Antonio Campos & Diego Romero (ESP)        | Attila Györe & Márton Kövér (HUN)                         |
| 2014 | Ádám Dóczé & Márton Kövér (HUN)             | Manuel Antonio Campos & Manuel Jose Sanchez (ESP) | Óscar Graña Blanco & Ramón Ferro Dios (ESP)               |
| 2015 | Ádám Dóczé & Márton Kövér (HUN)             | Óscar Graña Blanco & Ramón Ferro Dios (ESP)       | Manuel Antonio Campos & Manuel Jose Sanchez (ESP)         |
| 2016 | Ádám Dóczé & Márton Kövér (HUN)             | Óscar Graña Blanco & Ramón Ferro Dios (ESP)       | Dóri Bence Balázs & Zoltán Koleszár (HUN)                 |
| 2017 | Ádám Dóczé & Márton Kövér (HUN)             | Óscar Graña Blanco & Ramón Ferro Dios (ESP)       | Manuel Antonio Campos & José Manuel Sánchez Sánchez (ESP) |
| 2018 | Óscar Graña & Diego Romero (ESP)            | Zoltán Koleszár & Levente Balla (HUN)             | Jakub Březina & Jan Dlouhy (CZE)                          |
| 2019 | Manuel Campos & Diego Romero (ESP)          | Mateusz Zuchora & Mateusz Borgiel (POL)           | Dániel Laczó & Gergely Nagy (HUN)                         |
| 2021 | Manuel Campos & Diego Romero (ESP)          | Mateusz Zuchora & Mateusz Borgiel (POL)           | Márton Kövér & Márton Horváth (HUN)                       |
| 2022 | Manuel Campos & Diego Romero (ESP)          | Fernando Busto & Diego Miguéns (ESP)              | Mateusz Zuchora & Mateusz Borgiel (POL)                   |
| 2023 | Manuel Campos & Diego Romero (ESP)          | Fernando Busto & Diego Miguéns (ESP)              | Mateusz Zuchora & Mateusz Borgiel (POL)                   |
| 2024 | Mateusz Zuchora & Mateusz Borgiel (POL)     | Jaime Duro & Óscar Graña (ESP)                    | Rui Lacerda & Ricardo Coelho (POR)                        |

### Damernas K-1
| År   | Guld                     | Silver                     | Brons                     |
| 1988 | Jane Hall (AUS)          | Anna Polgar (HUN)          | Beata Lewicka (POL)       |
| 1990 | Ingeborg Rasmusse (NOR)  | Katalin Lakatos (HUN)      | Manuela Koblitz (GDR)     |
| 1992 | Susanne Gunnarsson (SWE) | Ursula Profanter (AUT)     | Jane Hall (AUS)           |
| 1994 | Susanne Gunnarsson (SWE) | Denise Cooper (AUS)        | Andrea Pitz (HUN)         |
| 1996 | Susanne Gunnarsson (SWE) | Anna Hemmings (GBR)        | Nicole Bulk (NED)         |
| 1998 | Susanne Gunnarsson (SWE) | Anna Hemmings (GBR)        | Katalain Szonda (HUN)     |
| 1999 | Anna Hemmings (GBR)      | Kornelia Szonda (HUN)      | Elisabeta Introini (ITA)  |
| 2000 | Mara Santos Garcia (ESP) | Kornelia Szonda (HUN)      | Chantal Meek (AUS)        |
| 2001 | Anna Hemmings (GBR)      | Elisabeta Introini (ITA)   | Mara Santos Garcia (ESP)  |
| 2002 | Elisabeta Introini (ITA) | Mara Santos Garcia (ESP)   | Marianne Fjeldheim (NOR)  |
| 2003 | Renáta Csay (HUN)        | Mara Santos Garcia (ESP)   | Jenny Spencer (GBR)       |
| 2005 | Anna Hemmings (GBR)      | Vivien Folláth (HUN)       | Barbara Przybylska (POL)  |
| 2006 | Anna Hemmings (GBR)      | Renáta Csay (HUN)          | Beatriz Gomes (POR)       |
| 2007 | Anna Hemmings (GBR)      | Renáta Csay (HUN)          | Mara Santos Garcia (ESP)  |
| 2008 | Vivien Folláth (HUN)     | Lani Belcher (AUS)         | Anna Adamová (CZE)        |
| 2009 | Beatriz Gomes (POR)      | Renáta Csay (HUN)          | Lani Belcher (GBR)        |
| 2010 | Renáta Csay (HUN)        | Anna Adamova (CZE)         | Frederike Leue (GER)      |
| 2011 | Renáta Csay (HUN)        | Anna Alberti (ITA)         | Anna Adamova (CZE)        |
| 2012 | Renáta Csay (HUN)        | Stefania Cicali (ITA)      | Berenike Faldum (BUL)     |
| 2013 | Renáta Csay (HUN)        | Anna Koaa Kova (CZE)       | Stefania Cicali (ITA)     |
| 2014 | Renáta Csay (HUN)        | Lizzie Broughton (GBR)     | Anna Koziskova (CZE)      |
| 2015 | Anna Koziskova (CZE)     | Renáta Csay (HUN)          | Kristina Bedec (SRB)      |
| 2016 | Renáta Csay (HUN)        | Wanda Kiszli (HUN)         | Kristina Bedec (SRB)      |
| 2017 | Lani Belcher (GBR)       | Vanda Kiszli (HUN)         | Jennifer Egan (IRL)       |
| 2018 | Vanda Kiszli (HUN)       | Sára Mihalik (HUN)         | Eva Barrios (ESP)         |
| 2019 | Vanda Kiszli (HUN)       | Zsófia Czéllai-Vörös (HUN) | Lizzie Broughton (GBR)    |
| 2021 | Vanda Kiszli (HUN)       | Zsófia Czéllai-Vörös (HUN) | Lizzie Broughton (GBR)    |
| 2022 | Vanda Kiszli (HUN)       | Melina Andersson (SWE)     | Samantha Rees-Clark (GBR) |
| 2023 | Vanda Kiszli (HUN)       | Melina Andersson (SWE)     | Christie Mackenzie (RSA)  |
| 2024 | Melina Andersson (SWE)   | Vanda Kiszli (HUN)         | Emese Kőhalmi (HUN)       |

### Damernas K-1 kortbana
| År   | Guld                   | Silver                    | Brons                     |
| 2019 | Vanda Kiszli (HUN)     | Kristina Bedeč (SRB)      | Eva Barrios (ESP)         |
| 2021 | Vanda Kiszli (HUN)     | Lizzie Broughton (GBR)    | Kristina Bedeč (SRB)      |
| 2022 | Melina Andersson (SWE) | Estefanía Fernández (ESP) | Samantha Rees-Clark (GBR) |
| 2023 | Melina Andersson (SWE) | Vanda Kiszli (HUN)        | Eva Barrios (ESP)         |
| 2024 | Melina Andersson (SWE) | Emese Kőhalmi (HUN)       | Vanda Kiszli (HUN)        |

### Damernas K-2
| År   | Guld                                             | Silver                                       | Brons                                       |
| 1988 | Gayle Mayes & Denise Cooper (AUS)                | Katalin Lakatos & Erika Janosi (HUN)         | Miroslava Switalska & Renata Oles (POL)     |
| 1990 | Anes Erdody & Andrea Baranyai (HUN)              | Barbara Venerova & Alena Hroudova (CZE)      | Agnes Tas & Tünde Demény (HUN)              |
| 1992 | Anett Schuck & Antje Manfroni (GER)              | Sandra Troop & Maria Blumenthal (GBR)        | Hanne Selmer & Bettina Larsen (DEN)         |
| 1994 | Denise Cooper & Shelley Jesney (AUS)             | Hanne Selmer & Bettina Larsen (DEN)          | Andrea Biro & Agnes Erdodi (HUN)            |
| 1996 | Susanne Rosenqvist & Maria Haglund (SWE)         | Anett Schuck & Ramona Portwich (GER)         | Andrea Biro & Agnes Erdodi (HUN)            |
| 1998 | Asa Eklund & Susanne Gunnarsson (SWE)            | Anett Schuck & Sabine Meyer (GER)            | Andrea Delevay & Helen Gilby (GBR)          |
| 1999 | Andrea Pitz & Renáta Csay (HUN)                  | Barbara Przybylska & Marzana Michalak (POL)  | Susanne Rosenqvist & Lisen Augustsson (SWE) |
| 2000 | Andrea Pitz & Renáta Csay (HUN)                  | Kornelia Szonda & Edit Javorszky (HUN)       | Mette Barfood & Jeanette Knudsen (DEN)      |
| 2001 | Anna Hemmings & Helen Gilby (GBR)                | Renáta Csay & Kornelia Szonda (HUN)          | Barbara Przybylska & Magdalena Sendal (POL) |
| 2002 | Renáta Csay & Kornelia Szonda (HUN)              | Anett Schuck & Wiebke Pontzen (GER)          | Barbara Przybylska & Marzana Michalak (POL) |
| 2003 | Renáta Csay & Kornelia Szonda (HUN)              | Mette Barfod & Anne Lolk (DEN)               | Zsuzsanna Giczy & Orgolya Harkai (HUN)      |
| 2005 | Renáta Csay & Kornelia Szonda (HUN)              | Dania Kamstra & Alexa Lombard (RSA)          | Mette Barfod & Anne Lolk (DEN)              |
| 2006 | Mette Barfod & Anne Lolk (DEN)                   | Renáta Csay & Vivien Folláth (HUN)           | Berenike Faldum & Ágnes Szabó (HUN)         |
| 2007 | Henriette Engel Hansen & Anne Lolk (DEN)         | Renáta Csay & Berenike Faldum (HUN)          | Nicola Mocke & Michele Eray (RSA)           |
| 2008 | Henriette Engel Hansen & Anne Lolk (DEN)         | Renáta Csay & Berenike Faldum (HUN)          | Judit Kollár & Vivien Folláth (HUN)         |
| 2009 | Henriette Engel Hansen & Anne Lolk (DEN)         | Renáta Csay & Berenike Faldum (HUN)          | Beatriz Gomes & Joana Sousa (POR)           |
| 2010 | Renáta Csay & Berenike Faldum (HUN)              | Jeanette Loevborg & Birgit Pontoppidan (DEN) | Lisa Sheriff & Agnes Brun-Lie (NOR)         |
| 2011 | Renáta Csay & Ramona Farkasdi (HUN)              | Krisztina Bedocs & Alexandra Bara (HUN)      | Maria Perez & Naiara Gomez (ESP)            |
| 2012 | Renáta Csay & Ramona Farkasdi (HUN)              | Stefania Cicali & Anna Alberti (ITA)         | Reka Hagymasi & Vanda Kiszli (HUN)          |
| 2013 | Henriette Engel Hansen & Jeanette Loevborg (DEN) | Renáta Csay & Alexandra Bara (HUN)           | Anna Koaa Kova & Lenka Hrochova (CZE)       |
| 2014 | Renáta Csay & Alexandra Bara (HUN)               | Anna Koziskova & Lenka Hrochová (CZE)        | Amy Ward & Samantha Rees-Clark (GBR)        |
| 2015 | Renáta Csay & Alexandra Bara (HUN)               | Anna Koziskova & Lenka Hrochová (CZE)        | Anna Alberti & Stefania Cicali (ITA)        |
| 2016 | Renáta Csay & Alexandra Bara (HUN)               | Kyeta Purchase & Jenna Ward (RSA)            | Zsófia Giczy & Sára Anna Mihalik (HUN)      |
| 2017 | Vanda Kiszli & Sára Anna Mihalik (HUN)           | Renáta Csay & Alexandra Bara (HUN)           | Lani Belcher & Hayleigh-Jayne Mason (GBR)   |
| 2018 | Renáta Csay & Zsófia Czéllai-Vörös (HUN)         | Eva Barrios & Amaia Osaba (ESP)              | Tania Fernández & Tania Álvarez (ESP)       |
| 2019 | Zsófia Czéllai-Vörös & Renáta Csay (HUN)         | Tania Fernández & Tania Álvarez (ESP)        | Irati Osa & Arantza Toledo (ESP)            |
| 2021 | Emese Kőhalmi & Eszter Rendessy (HUN)            | Tania Fernández & Tania Álvarez (ESP)        | Jenna Ward & Saskia Hockly (RSA)            |
| 2022 | Tania Fernández & Tania Álvarez (ESP)            | Renáta Csay & Zsófia Czéllai-Vörös (HUN)     | Melina Andersson & Johanna Johansson (SWE)  |
| 2023 | Vanda Kiszli & Emese Kőhalmi (HUN)               | Tania Fernández & Tania Álvarez (ESP)        | Csilla Rugási & Panna Csépe (HUN)           |
| 2024 | Zsóka Csikós & Emese Kőhalmi (HUN)               | Saskia Hockly & Christie MacKenzie (RSA)     | Melina Andersson & Ella Richter (SWE)       |

### Damernas C-1
| År   | Guld                  | Silver                 | Brons                      |
| 2015 | Zsanett Lakatos (HUN) | Kincső Takács (HUN)    | Marine Sansinena (FRA)     |
| 2016 | Zsanett Lakatos (HUN) | Julie Cailleretz (FRA) | Liudmyla Babak (UKR)       |
| 2017 | Ljudmyla Babak (UKR)  | Zsanett Lakatos (HUN)  | Jana Ježová (CZE)          |
| 2018 | Ljudmyla Babak (UKR)  | Zsófia Kisbán (HUN)    | Marine Sansinena (FRA)     |
| 2019 | Ljudmyla Babak (UKR)  | Xin Caiyun (CHN)       | Zsófia Kisbán (HUN)        |
| 2021 | Ljudmyla Babak (UKR)  | Volha Klimava (BLR)    | Zsófia Kisbán (HUN)        |
| 2022 | Ljudmyla Babak (UKR)  | Zsófia Kisbán (HUN)    | Bethany Gill (GBR)         |
| 2023 | Ljudmyla Babak (UKR)  | Olena Tsyhankova (UKR) | Paulina Grzelkiewicz (POL) |
| 2024 | Ljudmyla Babak (UKR)  | Zsófia Kisbán (HUN)    | Olena Tsyhankova (UKR)     |

### Damernas C-1 kortbana
| År   | Guld                 | Silver               | Brons                   |
| 2019 | Ljudmyla Babak (UKR) | Zsófia Kisbán (HUN)  | Wang Ying (CHN)         |
| 2021 | Ljudmyla Babak (UKR) | Zsófia Kisbán (HUN)  | Volha Klimava (BLR)     |
| 2022 | Bethany Gill (GBR)   | Zsófia Kisbán (HUN)  | Beatriz Fernandes (POR) |
| 2023 | Zsófia Kisbán (HUN)  | Ljudmyla Babak (UKR) | Olena Tsyhankova (UKR)  |
| 2024 | Zsófia Kisbán (HUN)  | Ljudmyla Babak (UKR) | Olena Tsyhankova (UKR)  |